# لو بويس
لو بويس (بالفرنسية: Le Buis)‏ هي بلدية في مقاطعة فيين العليا في منطقة أقطانية الجديدة غرب فرنسا.
يُعرف السكان باسم Buinauds.